# Związek Socjalistycznych Republik Radzieckich na Letnich Igrzyskach Olimpijskich 1980
Związek Socjalistycznych Republik Radzieckich na Letnich Igrzyskach Olimpijskich 1980 reprezentowało 489 zawodników (340 mężczyzn i 149 kobiet). Był to ósmy start reprezentacji ZSRR na letnich igrzyskach olimpijskich.

## Zdobyte medale
| Medal  | Zawodnik | Dyscyplina sportowa  | Konkurencja                          |
| ------ | --- | -------------------- | ------------------------------------ |
| Złoto  | Ketewan Losaberidze | Łucznictwo           | Mężczyźni                            |
| Złoto  | Jaak Uudmäe | Lekkoatletyka        | Trójskok mężczyzn                    |
| Złoto  | Ludmiła Kondratjewa | Lekkoatletyka        | 100 m kobiet                         |
| Złoto  | Dainis Kūla | Lekkoatletyka        | Rzut oszczepem mężczyzn              |
| Złoto  | Nadieżda Olizarenko | Lekkoatletyka        | 800 m kobiet                         |
| Złoto  | Wiktor Raszczupkin | Lekkoatletyka        | Rzut dyskiem mężczyzn                |
| Złoto  | Wiera Komisowa | Lekkoatletyka        | 100 m ppł kobiet                     |
| Złoto  | Wiktor Markin | Lekkoatletyka        | 400 m mężczyzn                       |
| Złoto  | Wołodymyr Kyselow | Lekkoatletyka        | Pchnięcie kulą mężczyzn              |
| Złoto  | Jurij Siedych | Lekkoatletyka        | Rzut młotem mężczyzn                 |
| Złoto  | Tatjana Kołpakowa | Lekkoatletyka        | Skok w dal kobiet                    |
| Złoto  | Aleksandr Aksinin Władimir Murawjow Andriej Prokofjew Nikołaj Sidorow | Lekkoatletyka        | Sztafeta 4 × 100 m mężczyzn          |
| Złoto  | Nikołaj Czerniecki Michaił Linge Wiktor Markin Remigijus Valiulis Wiktor Burakow | Lekkoatletyka        | Sztafeta 4 × 400 m mężczyzn          |
| Złoto  | Tatjana Kazankina | Lekkoatletyka        | 1500 m kobiet                        |
| Złoto  | Tatjana Gojszczik Irina Nazarowa Tetiana Proroczenko Nina Ziuśkowa | Lekkoatletyka        | Sztafeta 4 × 400 m kobiet            |
| Złoto  | Olga Baryszewa Vida Beselienė Niełli Fieriabnikowa Tacciana Iwinska Tetiana Nadyrowa Ludmiła Rogożyna Angelė Rupšienė Uļjana Semjonova Lubow Szarmaj Nadieżda Szuwajewa Olga Sucharnowa Tatjana Owieczkina                                                                                                  | Koszykówka           | kobiety                              |
| Złoto  | Szamil Sabirow | Boks                 | waga papierowa mężczyzn              |
| Złoto  | Siergiej Postriechin | Kajakarstwo          | C-1 1500 m mężczyzn                  |
| Złoto  | Uładzimir Parfianowicz | Kajakarstwo          | K-1 1500 m mężczyzn                  |
| Złoto  | Siergiej Czuchraj Uładzimir Parfianowicz | Kajakarstwo          | K-2 500 m mężczyzn                   |
| Złoto  | Siergiej Czuchraj Uładzimir Parfianowicz | Kajakarstwo          | K-2 1000 m mężczyzn                  |
| Złoto  | Jurij Kaszyrin Oleg Łogwin Siergiej Szełpakow Anatolij Jarkin | Kolarstwo            | Drużynowa jazda na czas              |
| Złoto  | Aleksandr Krasnow Wiktor Manakow Walerij Mowczan Witalij Pietrakow | Kolarstwo            | Drużynowo na dochodzenie             |
| Złoto  | Siergiej Suchoruczenkow | Kolarstwo            | Wyścig ze startu wspólnego           |
| Złoto  | Aleksandr Portnow | Skoki do wody        | Trampolina 3 m mężczyzn              |
| Złoto  | Irina Kalinina | Skoki do wody        | Trampolina 3 m kobiet                |
| Złoto  | Jurij Kowszow Wiktor Ugriumow Wira Misewycz | Jeździectwo          | Ujeżdżenie drużynowo                 |
| Złoto  | Aleksandr Blinow Jurij Salnikow Walerij Wołkow Siergiej Rogożin | Jeździectwo          | WKKW drużynowo                       |
| Złoto  | Wiaczesław Czukanow Nikołaj Korolkow Wiktor Asmajew Wiktor Poganowski | Jeździectwo          | Skoki przez przeszkody drużynowo     |
| Złoto  | Władimir Smirnow | Szermierka           | floret mężczyzn                      |
| Złoto  | Wiktor Krowopuskow | Szermierka           | szabla mężczyzn                      |
| Złoto  | Michaił Burcew Wiktor Krowopuskow Władimir Nazłymow Wiktor Sidiak | Szermierka           | szabla mężczyzn drużynowo            |
| Złoto  | Aleksandr Ditiatin | Gimnastyka sportowa  | wielobój indywidualnie mężczyzn      |
| Złoto  | Aleksandr Ditiatin | Gimnastyka sportowa  | ćwiczenia na kółkach mężczyzn        |
| Złoto  | Jelena Dawydowa | Gimnastyka sportowa  | wielobój indywidualnie kobiet        |
| Złoto  | Aleksandr Tkaczow | Gimnastyka sportowa  | ćwiczenia na poręczach mężczyzn      |
| Złoto  | Nikołaj Andrianow | Gimnastyka sportowa  | skok mężczyzn                        |
| Złoto  | Nelli Kim | Gimnastyka sportowa  | ćwiczenia wolne kobiet               |
| Złoto  | Natalja Szaposznikowa | Gimnastyka sportowa  | skok kobiet                          |
| Złoto  | Jelena Dawydowa Marija Fiłatowa Nelli Kim Jelena Naimuszyna Natalja Szaposznikowa Stiełła Zacharowa | Gimnastyka sportowa  | wielobój drużynowo kobiet            |
| Złoto  | Nikołaj Andrianow Eduard Azarian Aleksandr Ditiatin Bohdan Makuc Władimir Markiełow Aleksandr Tkaczow | Gimnastyka sportowa  | wielobój drużynowo mężczyzn          |
| Złoto  | Łarysa Karłowa Tetiana Koczerhina Aldona Nenėnienė Lubow Odynokowa Iryna Palczykowa Ludmyła Poradnyk Julija Safina Łarisa Sawkina Sigita Strečen Natalija Tymoszkina Zinajida Turczyna Olha Zubariewa Natalija Łukjanenko                                                                                   | Piłka ręczna         | kobiety                              |
| Złoto  | Szota Chabareli | Judo                 | waga półśrednia mężczyzn             |
| Złoto  | Nikołaj Sołoduchin | Judo                 | waga półlekka mężczyzn               |
| Złoto  | Anatolij Starostin | Pięciobój nowoczesny | indywidualnie                        |
| Złoto  | Pawieł Ledniow Jewgienij Lipiejew Anatolij Starostin | Pięciobój nowoczesny | drużynowo                            |
| Złoto  | Jelena Chłopcewa Larisa Popova | Wioślarstwo          | dwójka podwójna kobiet               |
| Złoto  | Aleksandrs Muzičenko Wałentyn Mankin | Żeglarstwo           | Klasa Star                           |
| Złoto  | Aleksandr Mielentjew | Strzelectwo          | pistolet 50 m                        |
| Złoto  | Wiktor Własow | Strzelectwo          | karabin małokalibrowy 3 postawy 50 m |
| Złoto  | Igor Sokołow | Strzelectwo          | ruchomy cel 50 m                     |
| Złoto  | Siergiej Koplakow | Pływanie             | 200 m stylem dowolnym mężczyzn       |
| Złoto  | Władimir Salnikow | Pływanie             | 400 m stylem dowolnym mężczyzn       |
| Złoto  | Władimir Salnikow | Pływanie             | 1500 m stylem dowolnym mężczyzn      |
| Złoto  | Robertas Žulpa | Pływanie             | 200 m stylem klasycznym mężczyzn     |
| Złoto  | Serhij Fesenko | Pływanie             | 200 m stylem motylkowym mężczyzn     |
| Złoto  | Ołeksandr Sydorenko | Pływanie             | 400 m stylem zmiennym mężczyzn       |
| Złoto  | Siergiej Koplakow Władimir Salnikow Iwar Stukołkin Andriej Kryłow | Pływanie             | 4 × 200 m stylem dowolnym mężczyzn   |
| Złoto  | Lina Kačiušytė | Pływanie             | 200 m stylem klasycznym kobiet       |
| Złoto  | Jelena Achaminowa Jelena Andriejuk Swietłana Safronowa Ludmiła Czernyszowa Lubow Kozyriewa Lidija Łoginowa Irina Makogonowa Swietłana Kunyszewa Łarisa Pawłowa Nadieżda Radziewicz Natalja Starszowa Olga Cejcyna                                                                                           | Siatkówka            | kobiety                              |
| Złoto  | Władimir Czernyszow Władimir Dorochow Aleksandr Jermiłow Władimir Kondra Wałerij Krywow Fedir Łaszczonow Viljar Loor Oleg Moliboga Jurij Panczenko Aleksandr Sawin Pāvels Seļivanovs Wiaczesław Zajcew | Siatkówka            | mężczyźni                            |
| Złoto  | Władimir Akimow Ołeksij Barkałow Jewgienij Griszyn Michaił Iwanow Aleksandr Kabanow Siergiej Kotienko Giorgi Mszwenieradze Mait Riisman Wiaczesław Sobczenko Jewgienij Szaronow Erkin Szagajew | Piłka wodna          | mężczyźni                            |
| Złoto  | Kanybiek Osmonalijew | Podnoszenie ciężarów | waga musza mężczyzn                  |
| Złoto  | Wiktor Mazin | Podnoszenie ciężarów | waga piórkowa mężczyzn               |
| Złoto  | Jurik Wartanian | Podnoszenie ciężarów | waga lekkociężka mężczyzn            |
| Złoto  | Leanid Taranienka | Podnoszenie ciężarów | II waga ciężka mężczyzn              |
| Złoto  | Sułtanbaj Rachmanow | Podnoszenie ciężarów | waga superciężka mężczyzn            |
| Złoto  | Żaksyłyk Üszkempyrow | Zapasy               | 48 kg st. klasyczny mężczyzn         |
| Złoto  | Wachtang Blagidze | Zapasy               | 52 kg st. klasyczny mężczyzn         |
| Złoto  | Szamil Serikow | Zapasy               | 57 kg st. klasyczny mężczyzn         |
| Złoto  | Giennadij Korban | Zapasy               | 82 kg st. klasyczny mężczyzn         |
| Złoto  | Aleksandr Kołczinski | Zapasy               | +100 kg st. klasyczny mężczyzn       |
| Złoto  | Anatolij Biełogłazow | Zapasy               | 52 kg st. wolny mężczyzn             |
| Złoto  | Siergiej Biełogłazow | Zapasy               | 57 kg st. wolny mężczyzn             |
| Złoto  | Magomied-Gasan Abuszew | Zapasy               | 62 kg st. wolny mężczyzn             |
| Złoto  | Sajpułła Absaidow | Zapasy               | 68 kg st. wolny mężczyzn             |
| Złoto  | Sanasar Oganisian | Zapasy               | 90 kg st. wolny mężczyzn             |
| Złoto  | Illa Mate | Zapasy               | 100 kg st. wolny mężczyzn            |
| Złoto  | Sosłan Andijew | Zapasy               | +100 kg st. wolny mężczyzn           |
| Srebro | Boris Isaczenko | Łucznictwo           | mężczyźni indywidualnie              |
| Srebro | Natalja Butuzowa | Łucznictwo           | kobiety indywidualnie                |
| Srebro | Piotr Poczinczuk | Lekkoatletyka        | chód na 20 km mężczyzn               |
| Srebro | Wiktor Saniejew | Lekkoatletyka        | trójskok mężczyzn                    |
| Srebro | Swietłana Kraczewska | Lekkoatletyka        | pchnięcie kulą kobiet                |
| Srebro | Olga Rukawisznikowa | Lekkoatletyka        | pięciobój kobiet                     |
| Srebro | Saida Gunba | Lekkoatletyka        | rzut oszczepem kobiet                |
| Srebro | Wasyl Archypenko | Lekkoatletyka        | 400 m ppł mężczyzn                   |
| Srebro | Jurij Kucenko | Lekkoatletyka        | dziesięciobój                        |
| Srebro | Aleksandr Makarow | Lekkoatletyka        | rzut oszczepem mężczyzn              |
| Srebro | Olga Miniejewa | Lekkoatletyka        | 800 m kobiet                         |
| Srebro | Konstantin Wołkow | Lekkoatletyka        | skok o tyczce mężczyzn               |
| Srebro | Aleksandr Barysznikow | Lekkoatletyka        | pchnięcie kulą mężczyzn              |
| Srebro | Natalja Boczina | Lekkoatletyka        | 200 m kobiet                         |
| Srebro | Siergiej Litwinow | Lekkoatletyka        | rzut młotem mężczyzn                 |
| Srebro | Wiera Anisimowa Natalja Boczina Wiera Komisowa Ludmiła Masłakowa | Lekkoatletyka        | 4 × 100 m kobiet                     |
| Srebro | Wiktor Mirosznyczenko | Boks                 | waga musza mężczyzn                  |
| Srebro | Wiktor Diemjanienko | Boks                 | waga lekka mężczyzn                  |
| Srebro | Sierik Konakbajew | Boks                 | waga lekkopółśrednia mężczyzn        |
| Srebro | Aleksandr Koszkin | Boks                 | waga lekkośrednia mężczyzn           |
| Srebro | Wiktor Sawczenko | Boks                 | waga średnia mężczyzn                |
| Srebro | Piotr Zajew | Boks                 | waga ciężka mężczyzn                 |
| Srebro | Galina Kreft Nina Gopowa | Kajakarstwo          | K-2 500 m kobiet                     |
| Srebro | Siergiej Postriechin | Kajakarstwo          | C-1 1000 m mężczyzn                  |
| Srebro | Aleksandr Panfiłow | Kolarstwo            | 1 km mężczyzn                        |
| Srebro | Uładzimir Alejnik | Skoki do wody        | wieża 10 m mężczyzn                  |
| Srebro | Sirward Emirzian | Skoki do wody        | wieża 10 m kobiet                    |
| Srebro | Jurij Kowszow | Jeździectwo          | Ujeżdżenie                           |
| Srebro | Aleksandr Blinow | Jeździectwo          | WKKW                                 |
| Srebro | Nikołaj Korolkow | Jeździectwo          | Skoki przez przeszkody               |
| Srebro | Michaił Burcew | Szermierka           | szabla mężczyzn                      |
| Srebro | Aleksandr Romankow Władimir Smirnow Sabirżan Ruzijew Aszot Karagjan Władimir Łapickij | Szermierka           | floret mężczyzn drużynowo            |
| Srebro | Walentina Sidorowa Naila Gilazowa Jelena Nowikowa Irina Uszakowa Łarisa Cagarajewa | Szermierka           | floret kobiet drużynowo              |
| Srebro | Nikołaj Andrianow | Gimnastyka sportowa  | wielobój indywidualnie mężczyzn      |
| Srebro | Nikołaj Andrianow | Gimnastyka sportowa  | ćwiczenia wolne mężczyzn             |
| Srebro | Aleksandr Ditiatin | Gimnastyka sportowa  | skok mężczyzn                        |
| Srebro | Aleksandr Ditiatin | Gimnastyka sportowa  | ćwiczenia na poręczach mężczyzn      |
| Srebro | Aleksandr Ditiatin | Gimnastyka sportowa  | ćwiczenia na drążku mężczyzn         |
| Srebro | Aleksandr Ditiatin | Gimnastyka sportowa  | koń z łęgami mężczyzn                |
| Srebro | Aleksandr Tkaczow | Gimnastyka sportowa  | ćwiczenia na mężczyzn                |
| Srebro | Jelena Dawydowa | Gimnastyka sportowa  | równoważnia kobiet                   |
| Srebro | Aleksandr Anpiłogow Władimir Biełow Jewgienij Czernyszow Anatolij Fiediukin Mychajło Iszczenko Alaksandr Karszakiewicz Jurij Kidiajew Władimir Krawcow Serhij Kuszniriuk Wiktor Machorin Voldemaras Novickis Władimir Riepjew Mykoła Tomyn Aleksiej Żuk                                                     | Piłka ręczna         | mężczyźni                            |
| Srebro | Temur Chubuluri | Judo                 | waga półciężka mężczyzn              |
| Srebro | Antonina Machina | Wioślarstwo          | jedynka kobiet                       |
| Srebro | Antonina Pustowit Jelena Matijewska Olga Wasilczenko Nadieżda Lubimowa Nina Czeriemisina Natalja Kazak | Wioślarstwo          | czwórka podwójna ze sternikiem       |
| Srebro | Olha Pywowarowa Nina Umaneć Nadija Pryszczepa Walentina Żulina Tetiana Stecenko Ołena Terioszyna Nina Preobrażenśka Marija Paziun Nina Frołowa | Wioślarstwo          | ósemka kobiet                        |
| Srebro | Wasil Jakusza | Wioślarstwo          | jedynka mężczyzn                     |
| Srebro | Jurij Pimienow Nikołaj Pimienow | Wioślarstwo          | dwójka bez sternika mężczyzn         |
| Srebro | Wiktor Pieriewierziew Giennadij Kriuczkin Aleksandr Łukjanow | Wioślarstwo          | dwójka ze sternikiem mężczyzn        |
| Srebro | Artūrs Garonskis Dimants Krišjānis Dzintars Krišjānis Žoržs Tikmers Juris Bērziņš | Wioślarstwo          | czwórka bez sternika mężczyzn        |
| Srebro | Jurij Szapoczka Jewgienij Barbakow Walerij Kleszniow Mykoła Dowhań | Wioślarstwo          | czwórka podwójna mężczyzn            |
| Srebro | Rustam Jambułato | Strzelectwo          | trap                                 |
| Srebro | Andriej Kryłow | Pływanie             | 200 m stylem dowolnym mężczyzn       |
| Srebro | Andriej Kryłow | Pływanie             | 400 m stylem dowolnym mężczyzn       |
| Srebro | Aleksandr Czajew | Pływanie             | 1500 m stylem dowolnym mężczyzn      |
| Srebro | Wiktor Kuzniecow | Pływanie             | 100 m stylem grzbietowym mężczyzn    |
| Srebro | Arsens Miskarovs | Pływanie             | 100 m stylem klasycznym mężczyzn     |
| Srebro | Serhij Fesenko | Pływanie             | 400 m stylem zmiennym mężczyzn       |
| Srebro | Wiktor Kuzniecow Arsens Miskarovs Jewgienij Sieriedin Siergiej Koplakow | Pływanie             | 4 × 100 m stylem zmiennym mężczyzn   |
| Srebro | Elwira Wasilkowa | Pływanie             | 100 m stylem klasycznym kobiet       |
| Srebro | Swietłana Warganowa | Pływanie             | 200 m stylem klasycznym kobiet       |
| Srebro | Jurik Sarkisjan | Podnoszenie ciężarów | waga kogucia mężczyzn                |
| Srebro | Ołeksandr Perwij | Podnoszenie ciężarów | waga średnia mężczyzn                |
| Srebro | Igor Nikitin | Podnoszenie ciężarów | I waga ciężka mężczyzn               |
| Srebro | Anatolij Bykow | Zapasy               | 74 kg st. klasyczny mężczyzn         |
| Srebro | Igor Kanygin | Zapasy               | 90 kg st. klasyczny mężczyzn         |
| Srebro | Magomiedchan Aracyłow | Zapasy               | 82 kg st. wolny mężczyzn             |
| Brąz   | Olga Kuragina | Lekkoatletyka        | Pięciobój kobiet                     |
| Brąz   | Nikołaj Kirow | Lekkoatletyka        | 800 m mężczyzn                       |
| Brąz   | Siergiej Żełanow | Lekkoatletyka        | dziesięciobój                        |
| Brąz   | Aleksandr Puczkow | Lekkoatletyka        | 110 ppł mężczyzn                     |
| Brąz   | Tatjana Prowidochina | Lekkoatletyka        | 800 m kobiet                         |
| Brąz   | Wałerij Podłużny | Lekkoatletyka        | skok w dal mężczyzn                  |
| Brąz   | Jewgienij Iwczenko | Lekkoatletyka        | chód na 50 km mężczyzn               |
| Brąz   | Jüri Tamm | Lekkoatletyka        | rzut młotem mężczyzn                 |
| Brąz   | Tetiana Skaczko | Lekkoatletyka        | skok w dal kobiet                    |
| Brąz   | Satymkuł Dżumanazarow | Lekkoatletyka        | maraton mężczyzn                     |
| Brąz   | Nadieżda Olizarenko | Lekkoatletyka        | 1500 m kobiet                        |
| Brąz   | Tatjana Lesowa | Lekkoatletyka        | rzut dyskiem kobiet                  |
| Brąz   | Ołeksandr Biłostinnyj Siergiej Biełow Nikołaj Dieriugin Sergejus Jovaiša Andriej Łopatow Walerij Miłosierdow Anatolij Myszkin Aleksandr Salnikow Siergiej Tarakanow Władimir Tkaczenko Stanisław Jeriomin Władimir Żygilij                                                                                  | Koszykówka           | mężczyźni                            |
| Brąz   | Wiktor Rybakow | Boks                 | waga piórkowa mężczyzn               |
| Brąz   | Antanina Mielnikawa | Kajakarstwo          | K-1 500 m kobiet                     |
| Brąz   | Wasyl Jurczenko Jurij Łobanow | Kajakarstwo          | C-2 1000 m mężczyzn                  |
| Brąz   | Siergiej Kopyłow | Kolarstwo            | sprint mężczyzn                      |
| Brąz   | Jurij Barinow | Kolarstwo            | wyścig ze startu wspólnego mężczyzn  |
| Brąz   | Dawit Hambarcumian | Skoki do wody        | Wieża 10 m mężczyzn                  |
| Brąz   | Liana Cotadze | Skoki do wody        | Wieża 10 m kobiet                    |
| Brąz   | Wiktor Ugriumow | Jeździectwo          | ujeżdżanie                           |
| Brąz   | Jurij Salnikow | Jeździectwo          | WKKW                                 |
| Brąz   | Aleksandr Romankow | Szermierka           | floret mężczyzn                      |
| Brąz   | Aszot Karagjan Aleksandr Abuszachmietow Aleksandr Możajew Boris Łukomskij Władimir Smirnow | Szermierka           | szpada mężczyzn drużynowo            |
| Brąz   | Minnieuła Azizow Walerij Bielakow Wiktor Dieputatow Aleksandr Gonczarow Aleksandr Gusiew Sos Hajrapetian Siergiej Klewcow Wiaczesław Łampiejew Aleksandr Miasnikow Michaił Niczepurienko Leonid Pawłowskij Siergiej Pleszakow Aleksandr Syczow Oleg Zagorodniew Farit Zigangirow                            | Hokej na trawie      | mężczyźni                            |
| Brąz   | Lejła Achmierowa Natalja Buzunowa Natalja Bykowa Nadieżda Filippowa Ludmiła Frołowa Lidija Głubokowa Nelli Gorbatkowa Jelena Gurjewa Galina Inżuwatowa Alina Cham Natiełła Krasnikowa Nadieżda Owieczkina Tatjana Szwyganowa Galina Wjużanina Tatjana Jembachtowa Walentina Zazdrawnych                     | Hokej na trawie      | kobiety                              |
| Brąz   | Siergiej Andriejew Serhij Bałtacza Wołodymyr Bezsonow Rewaz Czelebadze Fiodor Czerienkow Aleksandre Cziwadze Rinat Dasajew Jurij Gawriłow Walerij Gazzajew Wagiz Chidijatullin Siergiej Nikulin Choren Howhannisjan Władimir Pilguj Alaksandr Prakapienka Oleg Romancew Siergiej Szawło Tengiz Sulakwelidze | Piłka nożna          | mężczyźni                            |
| Brąz   | Aleksandr Ditiatin | Gimnastyka sportowa  | ćwiczenia wolne mężczyzn             |
| Brąz   | Nikołaj Andrianow | Gimnastyka sportowa  | ćwiczenia na drążku mężczyzn         |
| Brąz   | Natalja Szaposznikowa | Gimnastyka sportowa  | ćwiczenia wolne kobiet               |
| Brąz   | Natalja Szaposznikowa | Gimnastyka sportowa  | równoważnia kobiet                   |
| Brąz   | Marija Fiłatowa | Gimnastyka sportowa  | ćwiczenia na poręczach kobiet        |
| Brąz   | Arambij Jemiż | Judo                 | waga ekstralekka mężczyzn            |
| Brąz   | Aleksandrs Jackēvičs | Judo                 | waga średnia mężczyzn                |
| Brąz   | Pawieł Ledniow | Pięciobój nowoczesny | indywidualnie                        |
| Brąz   | Hryhorij Dmytrenko Wiktor Kokoszyn Andrej Łuhin Ołeksandr Mancewycz Ihar Majstrenka Jonas Narmontas Jonas Pinskus Andrij Tyszczenko Ołeksandr Tkaczenko | Wioślarstwo          | ósemka mężczyzn                      |
| Brąz   | Marija Fadiejewa Galina Sowietnikowa Marina Studniewa Swietłana Siemionowa Nina Czeriemisina Natalja Kazak | Wioślarstwo          | czwórka ze sternika kobiet           |
| Brąz   | Andriej Bałaszow | Żeglarstwo           | klasa Finn                           |
| Brąz   | Alaksandr Hazau | Strzelectwo          | Ruchomy cel 50 m                     |
| Brąz   | Iwar Stukołkin | Pływanie             | 400 m stylem dowolnym mężczyzn       |
| Brąz   | Władimir Dołgow | Pływanie             | 100 m stylem grzbietowym mężczyzn    |
| Brąz   | Arsens Miskarovs | Pływanie             | 200 m stylem klasycznym mężczyzn     |
| Brąz   | Julija Bogdanowa | Pływanie             | 200 m stylem klasycznym kobiet       |
| Brąz   | Ałła Griszczenkowa Natalja Strunnikowa Ołena Kruhłowa Elwira Wasilkowa | Pływanie             | 4 × 100 m stylem zmiennym kobiet     |
| Brąz   | Boris Kramarienko | Zapasy               | 62 kg st. klasyczny mężczyzn         |
| Brąz   | Siergiej Korniłajew | Zapasy               | 48 kg st. wolny mężczyzn             |

## Skład kadry

### Boks
Waga papierowa
- Szamil Sabirow – złoty medal

Waga musza
- Wiktor Mirosznyczenko – srebrny medal

Waga kogucia
- Samson Chaczatrian – ćwierćfinał

Waga piórkowa
- Wiktor Rybakow – brązowy medal

Waga lekka
- Wiktor Diemjanienko – srebrny medal

Waga lekkopółśrednia
- Sierik Konakbajew – srebrny medal

Waga półśrednia
- Israjel Hakobkochjan – 1/16 finału

Waga lekkośrednia
- Aleksandr Koszkin – srebrny medal

Waga średnia
- Wiktor Sawczenko – srebrny medal

Waga półciężka
- Dawit Kwaczadze – ćwierćfinał

Waga ciężka
- Piotr Zajew – srebrny medal

### Gimnastyka

#### Mężczyźni
Wielobój indywidualnie
- Nikołaj Andrianow – srebrny medal
- Eduard Azarian – odpadł w eliminacjach
- Aleksandr Ditiatin – złoty medal
- Bohdan Makuc – odpadł w eliminacjach
- Władimir Markiełow – odpadł w eliminacjach
- Aleksandr Tkaczow – 4. miejsce

Wielobój drużynowo
- Nikołaj Andrianow, Eduard Azarian, Aleksandr Ditiatin, Bohdan Makuc, Władimir Markiełow, Aleksandr Tkaczow – złoty medal

Ćwiczenia na podłodze
- Nikołaj Andrianow – srebrny medal
- Eduard Azarian – odpadł w eliminacjach
- Aleksandr Ditiatin – brązowy medal
- Bohdan Makuc – odpadł w eliminacjach
- Władimir Markiełow – odpadł w eliminacjach
- Aleksandr Tkaczow – odpadł w eliminacjach

Skok
- Nikołaj Andrianow – złoty medal
- Eduard Azarian – odpadł w eliminacjach
- Aleksandr Ditiatin – srebrny medal
- Bohdan Makuc – odpadł w eliminacjach
- Władimir Markiełow – odpadł w eliminacjach

Poręcz
- Nikołaj Andrianow – odpadł w eliminacjach
- Eduard Azarian – odpadł w eliminacjach
- Aleksandr Ditiatin – srebrny medal
- Bohdan Makuc – odpadł w eliminacjach
- Władimir Markiełow – odpadł w eliminacjach
- Aleksandr Tkaczow – złoty medal

Drążek
- Nikołaj Andrianow – brązowy medal
- Eduard Azarian – odpadł w eliminacjach
- Aleksandr Ditiatin – srebrny medal
- Bohdan Makuc – odpadł w eliminacjach
- Władimir Markiełow – odpadł w eliminacjach
- Aleksandr Tkaczow – odpadł w eliminacjach

Kółka
- Nikołaj Andrianow – odpadł w eliminacjach
- Eduard Azarian – odpadł w eliminacjach
- Aleksandr Ditiatin – złoty medal
- Bohdan Makuc – odpadł w eliminacjach
- Władimir Markiełow – odpadł w eliminacjach
- Aleksandr Tkaczow – srebrny medal

Koń z łęgami 
- Nikołaj Andrianow – odpadł w eliminacjach
- Eduard Azarian – odpadł w eliminacjach
- Aleksandr Ditiatin – srebrny medal
- Bohdan Makuc – odpadł w eliminacjach
- Władimir Markiełow – odpadł w eliminacjach
- Aleksandr Tkaczow – 5. miejsce

#### Kobiety
Wielobój indywidualnie
- Jelena Dawydowa – złoty medal
- Marija Fiłatowa – odpadła w eliminacjach
- Nelli Kim – 5. miejsce
- Jelena Naimuszyna – odpadła w eliminacjach
- Natalja Szaposznikowa – 4. miejsce
- Stiełła Zacharowa – odpadła w eliminacjach

Wielobój drużynowo
- Jelena Dawydowa, Marija Fiłatowa, Nelli Kim, Jelena Naimuszyna, Natalja Szaposznikowa, Stiełła Zacharowa – złoty medal

Ćwiczenia na podłodze
- Jelena Dawydowa – odpadła w eliminacjach
- Marija Fiłatowa – odpadła w eliminacjach
- Nelli Kim – złoty medal
- Jelena Naimuszyna – odpadła w eliminacjach
- Natalja Szaposznikowa – brązowy medal
- Stiełła Zacharowa – odpadła w eliminacjach

Skok
- Jelena Dawydowa – 4. miejsce
- Marija Fiłatowa – odpadła w eliminacjach
- Nelli Kim – odpadła w eliminacjach
- Jelena Naimuszyna – odpadła w eliminacjach
- Natalja Szaposznikowa – złoty medal
- Stiełła Zacharowa – odpadła w eliminacjach

Poręcz
- Jelena Dawydowa – odpadła w eliminacjach
- Marija Fiłatowa – brązowy medal
- Nelli Kim – 6. miejsce
- Jelena Naimuszyna – odpadła w eliminacjach
- Natalja Szaposznikowa – 4. miejsce
- Stiełła Zacharowa – odpadła w eliminacjach

Równoważnia
- Jelena Dawydowa – srebrny medal
- Marija Fiłatowa – odpadła w eliminacjach
- Nelli Kim – 6. miejsce
- Jelena Naimuszyna – odpadła w eliminacjach
- Natalja Szaposznikowa – brązowy medal
- Stiełła Zacharowa – odpadła w eliminacjach

### Hokej na trawie
Turniej mężczyzn
- Minnieuła Azizow, Walerij Bielakow, Wiktor Dieputatow, Aleksandr Gonczarow, Aleksandr Gusiew, Sos Hajrapetian, Siergiej Klewcow, Wiaczesław Łampiejew, Aleksandr Miasnikow, Michaił Niczepurienko, Leonid Pawłowskij, Siergiej Pleszakow, Aleksandr Syczow, Oleg Zagorodniew, Farit Zigangirow – brązowy medal

Turniej kobiet
- Lejła Achmierowa, Natalja Buzunowa, Natalja Bykowa, Nadieżda Filippowa, Ludmiła Frołowa, Lidija Głubokowa, Nelli Gorbatkowa, Jelena Gurjewa, Galina Inżuwatowa, Alina Cham, Natiełła Krasnikowa, Nadieżda Owieczkina, Tatjana Szwyganowa, Galina Wjużanina, Tatjana Jembachtowa, Walentina Zazdrawnych – brązowy medal

### Jeździectwo
Ujeżdżenie indywidualne
- Jurij Kowszow – srebrny medal
- Wiktor Ugriumow – brązowy medal
- Wira Misewycz – 4. miejsce

Ujeżdżenie drużynowo
- Jurij Kowszow, Wiktor Ugriumow, Wira Misewycz – złoty medal

WKKW indywidualnie
- Aleksandr Blinow – srebrny medal
- Jurij Salnikow – brązowy medal
- Walerij Wołkow – 4. miejsce
- Siergiej Rogożyn – 11. miejsce

WKKW drużynowo
- Aleksandr Blinow, Jurij Salnikow, Walerij Wołkow, Siergiej Rogożyn – złoty medal

Skoki przez przeszkody indywidualnie
- Nikołaj Korolkow – srebrny medal
- Wiktor Poganowski – 5. miejsce
- Wiaczesław Czukanow – 9. miejsce

Skoki przez przeszkody drużynowo
- Nikołaj Korolkow, Wiktor Poganowski, Wiaczesław Czukanow, Wiktor Asmajew – złoty medal

### Judo
Mężczyźni
- Arambij Jemiż – brązowy medal, waga ekstralekka
- Nikołaj Sołoduchin – złoty medal, waga półlekka
- Tamaz Namgalauri – 12. miejsce, waga lekka
- Szota Chabareli – złoty medal, waga półśrednia
- Aleksandrs Jackēvičs – brązowy medal, waga średnia
- Temur Chubuluri – srebrny medal, waga półciężka
- Witalij Kuzniecow – 10. miejsce, waga ciężka
- Siergiej Nowikow – 5. miejsce, kategoria open

### Kajakarstwo

#### Mężczyźni
K-1 500 m
- Uładzimir Parfianowicz – złoty medal

K-1 1000 m
- Ramutis Višinskis – odpadł w półfinale

K-2 500 m
- Uładzimir Parfianowicz, Serhij Czuchraj – złoty medal

K-2 1000 m
- Uładzimir Parfianowicz, Serhij Czuchraj – złoty medal

K-4 1000 m 
- Giennadij Machniow, Serhij Nahorny, Aleksandr Awdiejew, Uładzimir Tajnikau – 7. miejsce

C-1 500 m
- Siergiej Postriechin – złoty medal

C-1 1000 m
- Siergiej Postriechin – srebrny medal

C-2 500 m
- Serhij Petrenko, Aleksandr Winogradow – 6. miejsce

C-2 1000 m
- Wasyl Jurczenko, Jurij Łobanow – brązowy medal

#### Kobiety
K-1 500 m
- Antonina Mielnikowa – brązowy medal

K-2 500 m
- Galina Kreft, Nina Gopowa – srebrny medal

### Kolarstwo
Wyścig ze startu wspólnego
- Siergiej Suchoruczenkow – złoty medal
- Jurij Barinow – brązowy medal
- Anatolij Jarkin – 6. miejsce
- Jurij Kaszyrin – 23. miejsce

Drużynowa jazda na czas
- Jurij Kaszyrin, Oleg Łogwin, Siergiej Szełpakow, Anatolij Jarkin – złoty medal

Sprint
- Siergiej Kopyłow – brązowy medal

1 km
- Aleksandr Panfiłow – srebrny medal

Wyścig indywidualny na dochodzenie
- Władimir Osokin – odpadł w ćwierćfinale

Wyścig drużynowy na dochodzenie 
- Witalij Pietrakow, Władimir Osokin, Walerij Mowczan, Gintautas Umaras, Wiktor Manakow – złoty medal

### Koszykówka
Mężczyźni
- Ołeksandr Biłostinnyj, Siergiej Biełow, Nikołaj Dieriugin, Sergejus Jovaiša, Andriej Łopatow, Walerij Miłosierdow, Anatolij Myszkin, Aleksandr Salnikow, Siergiej Tarakanow, Władimir Tkaczenko, Stanisław Jeriomin, Władimir Żygilij – brązowy medal

Kobiety
- Olga Baryszewa, Vida Beselienė, Niełli Fieriabnikowa, Tacciana Iwinska, Tetiana Nadyrowa, Ludmiła Rogożyna, Angelė Rupšienė, Uļjana Semjonova, Lubow Szarmaj, Nadieżda Szuwajewa, Olga Sucharnowa, Tatjana Owieczkina – złoty medal

### Lekkoatletyka

#### Mężczyźni
100 m
- Aleksandr Aksinin — 4. miejsce
- Władimir Murawjow — 6. miejsce
- Andriej Szlapnikow — odpadł w eliminacjach

200 m
- Nikołaj Sidorow — odpadł w eliminacjach
- Władimir Murawjow — odpadł w eliminacjach
- Aleksandr Stasiewicz — odpadł w eliminacjach

400 m
- Wiktor Markin — złoty medal
- Wiktor Burakow — odpadł w eliminacjach
- Nikołaj Czerniecki — odpadł w eliminacjach

800 m
- Nikołaj Kirow — brązowy medal
- Anatolij Reszetniak — odpadł w eliminacjach

1500 m
- Władimir Małoziemlin — odpadł w eliminacjach
- Witalij Tyszczenko — odpadł w eliminacjach
- Pawieł Jakowlew  — odpadł w eliminacjach

5000 m
- Aleksandr Fiedotkin — 8. miejsce
- Walerij Abramow — odpadł w eliminacjach
- Enn Sellik — odpadł w eliminacjach

10 000 m
- Enn Sellik — 8. miejsce
- Wołodymyr Szesterow — odpadł w eliminacjach
- Aleksandras Antipovas — odpadł w eliminacjach

4x100 m
- Władimir Murawjow, Nikołaj Sidorow, Aleksandr Aksinin, Andriej Prokofjew — złoty medal

4x400 m
- Remigijus Valiulis, Michaił Linge, Nikołaj Czerniecki, Wiktor Markin — złoty medal

110 m przez płotki
- Aleksandr Puczkow — brązowy medal
- Andriej Prokofjew — 4. miejsce
- Jurij Czerwaniow — 8. miejsce

400 m przez płotki
- Wasyl Archypenko — srebrny medal
- Mykoła Wasyliew — 4. miejsce
- Aleksandr Charłow — odpadł w eliminacjach

3000 m z przeszkodami
- Anatolij Dimow — 8. miejsce
- Serhij Olizarenko — odpadł w eliminacjach
- Aleksandr Worobiej — odpadł w eliminacjach

Maraton
- Satymkuł Dżumanazarow — brązowy medal
- Władimir Kotow — 4. miejsce
- Leonid Mosiejew — 5. miejsce

Chód na 20 km
- Piotr Poczinczuk — srebrny medal
- Jewgienij Jewsiukow — 4. miejsce
- Anatolij Sołomin — DSQ

Chód na 50 km
- Jewgienij Iwczenko — brązowy medal
- Wiaczesław Fursow — 5. miejsce
- Boris Jakowlew — DSQ

Skok w dal
- Wałerij Podłużny — brązowy medal
- Wiktor Bielski — 6. miejsce

Skok wzwyż
- Aleksandr Grigorjew — 8. miejsce
- Giennadij Biełkow — 10. miejsce
- Ołeksij Demjaniuk — 11. miejsce

Skok o tyczce
- Konstantin Wołkow — srebrny medal
- Siergiej Kulibaba — 8. miejsce
- Jurij Prochorenko — odpadł w eliminacjach

Trójskok
- Jaak Uudmäe — złoty medal
- Wiktor Saniejew — srebrny medal
- Jewgienij Anikin — 9. miejsce

Rzut młotem
- Jurij Siedych — złoty medal
- Siergiej Litwinow — srebrny medal
- Jüri Tamm — brązowy medal

Rzut dyskiem
- Wiktor Raszczupkin — złoty medal
- Jurij Dumczew — 5. miejsce
- Ihor Duhineć — 6. miejsce

Pchnięcie kulą
- Wołodymyr Kyselow — złoty medal
- Aleksandr Barysznikow — srebrny medal
- Anatolij Jarosz — 9. miejsce

Rzut oszczepem
- Dainis Kūla — złoty medal
- Aleksandr Makarow — srebrny medal
- Heino Puuste — 4. miejsce

Dziesięciobój
- Jurij Kucenko — srebrny medal
- Siergiej Żełanow — brązowy medal
- Walerij Kaczanow — DNF

#### Kobiety
100 m
- Ludmiła Kondratjewa — złoty medal
- Wiera Anisimowa — odpadła w eliminacjach
- Natalja Boczina — odpadła w eliminacjach

200 m
- Natalja Boczina — srebrny medal
- Ludmiła Masłakowa — odpadła w eliminacjach

400 m
- Irina Nazarowa — 4. miejsce
- Nina Ziuśkowa — 5. miejsce
- Ludmiła Czernowa — odpadła w eliminacjach

Women's 800 m
- Nadieżda Olizarenko — złoty medal
- Olga Miniejewa — srebrny medal
- Tatjana Prowidochina — brązowy medal

1500 m
- Tatjana Kazankina — złoty medal
- Nadieżda Olizarenko — brązowy medal
- Lubow Smołka — 6. miejsce

100 m przez płotki
- Wiera Komisowa — złoty medal
- Irina Litowczenko — 6. miejsce
- Tatjana Anisimowa — odpadła w eliminacjach

4x100 m
- Wiera Komisowa, Ludmiła Masłakowa, Wiera Anisimowa, Natalja Boczina — srebrny medal

4x400 m
- Tetiana Proroczenko, Tatjana Gojszczik, Nina Ziuśkowa, Irina Nazarowa — złoty medal

Skok wzwyż
- Marina Sysojewa — 5. miejsce
- Tamara Bykowa — 9. miejsce
- Marina Sierkowa — odpadła w eliminacjach

Skok w dal
- Tatjana Kołpakowa — złoty medal
- Tetiana Skaczko — brązowy medal
- Lidija Ałfiejewa — 6. miejsce

Rzut dyskiem
- Tatjana Lesowa — brązowy medal
- Galina Murašova — 7. miejsce
- Faina Mielnik — odpadła w eliminacjach

Rzut oszczepem
- Saida Gunba — srebrny medal
- Tatjana Biriulina — 6. miejsce
- Jadvyga Putinienė — 11. miejsce

Pchnięcie kulą
- Swietłana Kraczewska — srebrny medal
- Nunu Abaszydze — 4. miejsce
- Natalja Achrimienko — 7. miejsce

Pięciobój
- Nadieżda Tkaczenko — złoty medal
- Olga Rukawisznikowa — srebrny medal
- Olga Kuragina — brązowy medal

### Łucznictwo
Mężczyźni
- Boris Isaczenko – srebrny medal
- Władimir Jeszejew – 6. miejsce

Kobiety
- Ketewan Losaberidze – złoty medal
- Natalja Butuzowa – srebrny medal

### Pięciobój nowoczesny
Indywidualnie
- Anatolij Starostin – złoty medal
- Pawieł Ledniow – brązowy medal
- Jewgienij Lipiejew – 14. miejsce

Drużynowo
- Anatolij Starostin, Jewgienij Lipiejew, Pawieł Ledniow – złoty medal

### Piłka nożna
Mężczyźni
- Siergiej Andriejew, Serhij Bałtacza, Wołodymyr Bezsonow, Rewaz Czelebadze, Fiodor Czerienkow, Aleksandre Cziwadze, Rinat Dasajew, Jurij Gawriłow, Walerij Gazzajew, Wagiz Chidijatullin, Siergiej Nikulin, Choren Howhannisjan, Władimir Pilguj, Alaksandr Prakapienka, Oleg Romancew, Siergiej Szawło, Tengiz Sulakwelidze – złoty medal

### Piłka ręczna
Turniej kobiet
- Łarysa Karłowa, Tetiana Koczerhina, Aldona Nenėnienė, Lubow Odynokowa, Iryna Palczykowa, Ludmyła Poradnyk, Julija Safina, Łarisa Sawkina, Sigita Strečen, Natalija Tymoszkina, Zinajida Turczyna, Olha Zubariewa, Natalija Łukjanenko – złoty medal

Turniej mężczyzn
- Aleksandr Anpiłogow, Władimir Biełow, Jewgienij Czernyszow, Anatolij Fiediukin, Mychajło Iszczenko, Alaksandr Karszakiewicz, Jurij Kidiajew, Władimir Krawcow, Serhij Kuszniriuk, Wiktor Machorin, Voldemaras Novickis, Władimir Riepjew, Mykoła Tomyn, Aleksiej Żuk – srebrny medal

### Piłka siatkowa
Turniej mężczyzn
- Władimir Czernyszow, Władimir Dorochow, Aleksandr Jermiłow, Władimir Kondra, Wałerij Krywow, Fedir Łaszczonow, Viljar Loor, Oleg Moliboga, Jurij Panczenko, Aleksandr Sawin, Pāvels Seļivanovs, Wiaczesław Zajcew – złoty medal

Turniej kobiet
- Jelena Achaminowa, Jelena Andriejuk, Swietłana Safronowa, Ludmiła Czernyszowa, Lubow Kozyriewa, Lidija Łoginowa, Irina Makogonowa, Swietłana Kunyszewa, Łarisa Pawłowa, Nadieżda Radziewicz, Natalja Starszowa, Olga Cejcyna – złoty medal

### Piłka wodna
Turniej mężczyzn
- Władimir Akimow, Ołeksij Barkałow, Jewgienij Griszyn, Michaił Iwanow, Aleksandr Kabanow, Siergiej Kotienko, Giorgi Mszwenieradze, Mait Riisman, Wiaczesław Sobczenko, Jewgienij Szaronow, Erkin Szagajew – złoty medal

### Pływanie

#### Mężczyźni
100 m stylem dowolnym
- Siergiej Koplakow – 4. miejsce
- Serhij Krasiuk – 6. miejsce
- Siergiej Smiriagin – 11. miejsce

200 m stylem dowolnym
- Siergiej Koplakow – złoty medal
- Andriej Kryłow – srebrny medal
- Iwar Stukołkin – 12. miejsce

400 m stylem dowolnym
- Władimir Salnikow –złoty medal
- Andriej Kryłow – srebrny medal
- Iwar Stukołkin – brązowy medal

1500 m stylem dowolnym
- Władimir Salnikow – złoty medal
- Aleksandr Czajew – srebrny medal
- Eduard Petrow – 8. miejsce

100 m stylem grzbietowym
- Wiktor Kuzniecow – srebrny medal
- Władimir Dołgow – brązowy medal
- Władimir Szemietow – 18. miejsce

200 m stylem grzbietowym
- Władimir Szemietow – 4. miejsce
- Władimir Dołgow – 9. miejsce
- Wiktor Kuzniecow – 11. miejsce

100 m stylem klasycznym
- Arsens Miskarovs – srebrny medal
- Aleksandr Fiedorowskij – 4. miejsce
- Robertas Žulpa – 13. miejsce

200 m stylem klasycznym
- Robertas Žulpa – złoty medal
- Arsens Miskarovs – brązowy medal
- Giennadij Utienkow – 4. miejsce

100 m stylem motylkowym
- Jewgienij Sieriedin – 5. miejsce
- Aleksiej Markowskij – 8. miejsce
- Siergiej Kisielow – 13. miejsce

200 m stylem motylkowym
- Serhij Fesenko – złoty medal
- Michaił Gorielik – 5. miejsce
- Aleksandr Buczenkow – 10. miejsce

400 m stylem zmiennym
- Ołeksandr Sydorenko – złoty medal
- Serhij Fesenko – srebrny medal
- Władimir Szemietow – 15. miejsce

4 × 200 m stylem dowolnym
- Siergiej Koplakow, Władimir Salnikow, Iwar Stukołkin, Andriej Kryłow – złoty medal

4 × 100 m stylem zmiennym
- Wiktor Kuzniecow, Arsens Miskarovs, Jewgienij Sieriedin, Siergiej Koplakow – srebrny medal

#### Kobiety
100 m stylem dowolnym
- Olga Klewakina – 4. miejsce
- Natalja Strunnikowa – 6. miejsce
- Łarisa Cariowa – 15. miejsce

200 m stylem dowolnym
- Olga Klewakina – 4. miejsce
- Natalja Strunnikowa – 7. miejsce
- Irina Aksionowa – 8. miejsce

400 m stylem dowolnym
- Irina Aksionowa – 5. miejsce
- Olga Klewakina – 8. miejsce
- Oksana Komissarowa – 9. miejsce

800 m stylem dowolnym
- Irina Aksionowa – 4. miejsce
- Oksana Komissarowa – 5. miejsce
- Ołena Iwanowa – 8. miejsce

100 m stylem grzbietowym
- Łarisa Gorczakowa – 6. miejsce
- Ołena Kruhłowa – 11. miejsce

200 m stylem grzbietowym
- Łarisa Gorczakowa – 8. miejsce
- Ołena Kruhłowa – 15. miejsce

100 m stylem klasycznym
- Elwira Wasilkowa – srebrny medal
- Lina Kačiušytė – 7. miejsce
- Julija Bogdanowa – 16. miejsce

200 m stylem klasycznym
- Lina Kačiušytė – złoty medal
- Swietłana Warganowa – srebrny medal
- Julija Bogdanowa – brązowy medal

100 m stylem motylkowym
- Ałła Griszczenkowa – 15. miejsce
- Łarysa Poływoda – 18. miejsce

200 m stylem motylkowym
- Ałła Griszczenkowa – 8. miejsce
- Łarysa Poływoda – 12. miejsce

400 m stylem zmiennym
- Olga Klewakina – 7. miejsce

4 × 100 m stylem dowolnym
- Irina Gierasimowa, Natalja Strunnikowa, Łarisa Cariowa, Olga Klewakina – DSQ

4 × 100 m stylem zmiennym
- Ołena Kruhłowa, Elwira Wasilkowa, Ałła Griszczenkowa, Natalja Strunnikowa – brązowy medal

### Podnoszenie ciężarów
- Kanybiek Osmonalijew – złoty medal, waga musza
- Jurik Sarkisjan – srebrny medal, waga kogucia
- Wiktor Mazin – złoty medal, waga piórkowa
- Ołeksandr Perwij – srebrny medal, waga średnia
- Jurik Wartanian – złoty medal, waga lekkociężka
- Dawid Rigiert – DNF, waga półciężka
- Igor Nikitin – srebrny medal, I waga ciężka
- Leanid Taranienka – złoty medal, II waga ciężka
- Sułtanbaj Rachmanow – złoty medal, waga superciężka
- Wasilij Aleksiejew – DNF, waga superciężka

### Skoki do wody

#### Mężczyźni
Wieża 10 m
- Władimir Alejnik – srebrny medal
- Dawit Hambarcumian – brązowy medal
- Siergiej Niemcanow – 7. miejsce

Trampolina 3 m
- Aleksandr Portnow – złoty medal
- Aleksandr Kosienkow – 5. miejsce
- Wiaczesław Troszyn – 7. miejsce

#### Kobiety
Wieża 10 m
- Sirward Emirzian – srebrny medal
- Liana Cotadze – brązowy medal
- Jelena Matiuszenko – 5. miejsce

Trampolina 3 m
- Irina Kalinina – złoty medal
- Żanna Cyrulnikowa – 4. miejsce
- Irina Sidorowa – 7. miejsce

### Strzelectwo
Pistolet szybkostrzelny 25 m
- Vladas Turla – 4. miejsce
- Afanasijs Kuzmins – 6. miejsce

Pistolet 50 m
- Aleksandr Mielentjew – złoty medal
- Siergiej Pyżjanow – 6. miejsce

Ruchomy cel 50 m
- Igor Sokołow – złoty medal
- Alaksandr Hazau – brązowy medal

Karabin małokalibrowy leżąc 50 m
- Aleksandr Mastianin – 6. miejsce
- Ołeksandr Bułkin – 11. miejsce

Karabin małokalibrowy 3 postawy 50 m 
- Wiktor Własow – złoty medal
- Aleksandr Mitrofanow – 5. miejsce

Trap
- Rustam Jambułatow – srebrny medal
- Aleksandr Asanow – 6. miejsce

Skeet
- Tamaz Imnaiszwili – 9. miejsce
- Aleksandr Sokołow – 11. miejsce

### Szermierka

#### Mężczyźni
Floret
- Władimir Smirnow – złoty medal
- Aleksandr Romankow – brązowy medal
- Sabirżan Ruzijew – 4. miejsce

Floret drużynowo
- Aleksandr Romankow, Władimir Smirnow, Sabirżan Ruzijew, Aszot Karagjan, Władimir Łapickij – srebrny medal

Szpada
- Aleksandr Możajew – 5. miejsce
- Boris Łukomski – 7. miejsce
- Aleksandr Abuszachmietow – 9. miejsce

Szpada drużynowo
- Aszot Karagjan, Aleksandr Możajew, Boris Łukomski, Aleksandr Abuszachmietow, Władimir Smirnow – brązowy medal

Szabla
- Wiktor Krowopuskow – złoty medal
- Michaił Burcew – srebrny medal
- Władimir Nazłymow – 8. miejsce

Szabla drużynowo
- Wiktor Sidiak, Wiktor Krowopuskow, Michaił Burcew, Władimir Nazłymow, Nikołaj Alochin – złoty medal

#### Kobiety
Floret
- Naila Gilazowa – 9. miejsce
- Jelena Nowikowa – 9. miejsce
- Walentina Sidorowa – 13. miejsce

Floret drużynowo
- Walentina Sidorowa, Naila Gilazowa, Jelena Nowikowa, Irina Uszakowa, Łarisa Cagarajewa – srebrny medal

### Wioślarstwo

#### Mężczyźni
Jedynka
- Wasilij Jakusza – srebrny medal

Dwójka podwójna
- Aleksandr Fomczenko, Jewgienij Dulejew – 5. miejsce

Dwójka bez sternika
- Jurij Pimienow, Nikołaj Pimienow – srebrny medal

Dwójka ze sternikiem
- Wiktor Pieriewierziew, Giennadij Kriuczkin, Aleksandr Łukjanow – srebrny medal

czwórka bez sternika
- Aleksiej Kamkin, Walerij Dolinin, Aleksandr Kułagin, Witalij Jelisiejew – srebrny medal

czwórka ze sternikiem
- Artūrs Garonskis, Dimants Krišjānis, Dzintars Krišjānis, Žoržs Tikmers, Juris Bērziņš – srebrny medal

czwórka podwójna
- Jurij Szapoczka, Jewgienij Barbakow, Walerij Kleszniow, Mykoła Dowhań – srebrny medal

ósemka
- Wiktor Kakoszyn, Andrij Tyszczenko, Ołeksandr Tkaczenko, Jonas Pinskus, Jonas Narmontas, Andriej Ługin, Ołeksandr Mancewycz, Ihar Majstrenka, Hryhorij Dmytrenko – brązowy medal

#### Kobiety
jedynka
- Antonina Machina – srebrny medal

dwójka podwójna
- Jelena Chłopcewa, Larisa Popova – złoty medal

dwójka bez sternika
- Łarisa Zawarzina, Galina Stiepanowa – 5. miejsce

czwórka ze sternikiem
- Marija Fadiejewa, Galina Sowietnikowa, Marina Studniewa, Swietłana Siemionowa, Nina Czeriemisina, Natalja Kazak – brązowy medal

czwórka podwójna ze sternikiem
- Antonina Pustowit, Jelena Matijewskaja, Olga Wasilczenko, Nadieżda Lubimowa, Nina Czeriemisina, Natalja Kazak – srebrny medal

ósemka
- Olha Pywowarowa, Nina Umaneć, Nadija Pryszczepa, Walentina Żulina, Tetiana Stecenko, Ołena Terioszyna, Nina Preobrażenśka, Marija Paziun, Nina Frołowa – srebrny medal

### Zapasy
- Żaksyłyk Üszkempyrow – złoty medal, 48 kg st.klasyczny
- Wachtang Blagidze – złoty medal, 52 kg st.klasyczny
- Szamil Serikow – złoty medal, 57 kg st.klasyczny
- Boris Kramarienko – brązowy medal, 62 kg st.klasyczny
- Suren Nałbandian – 4. miejsce, 68 kg st.klasyczny
- Anatolij Bykow – serbny medal, 74 kg st.klasyczny
- Giennadij Korban – złoty medal, 82 kg st.klasyczny
- Igor Kanygin – srebrny medal, 90 kg st.klasyczny
- Nikołaj Bałboszyn – 7. miejsce, 100 kg st.klasyczny
- Aleksandr Kołczinski – złoty medal, +100 kg st.klasyczny

- Siergiej Korniłajew – brązowy medal, 48 kg st.dowolny
- Anatolij Biełogłazow – złoty medal, 52 kg st.dowolny
- Siergiej Biełogłazow – złoty medal, 57 kg st.dowolny
- Magomied-Gasan Abuszew – złoty medal, 62 kg st.dowolny
- Sajpułła Absaidow – złoty medal, 68 kg st.dowolny
- Pawieł Pinigin – 4. miejsce, 74 kg st.dowolny
- Magomiedchan Aracyłow – srebrny medal, 82 kg st.dowolny
- Sanasar Oganisian – złoty medal, 90 kg st.dowolny
- Illa Mate – złoty medal, 100 kg st.dowolny
- Sosłan Andijew – złoty medal, +100 kg st.dowolny

### Żeglarstwo
Klasa Finn
- Andriej Bałaszow – brązowy medal

Klasa Star
- Aleksandrs Muzičenko, Wałentyn Mankin – złoty medal

Klasa Soling
- Boris Budnikow, Aleksandr Budnikow, Nikołaj Polakow – srebrny medal

Klasa Tornado
- Aleksandr Zybin, Wiktor Potapow – 4. miejsce

Latający Holender
- Walerij Zubanow, Władimir Leontjew – 5. miejsce

Klasa 470
- Siergiej Żdanow, Władimir Ignatienko – 10. miejsce